# Guerre sassoni
Le guerre sassoni furono le campagne militari e le insurrezioni prodottesi nel trentennio fra il 772 (quando Carlo Magno entrò per la prima volta in Sassonia con intenti di conquista) e l'804 (quando fu repressa l'ultima ribellione delle tribù insofferenti). Nel territorio che corrisponde all'attuale Germania nordoccidentale si combatterono in tutto diciotto battaglie. Esse si conclusero con l'annessione della Sassonia al regno dei Franchi, e con la conversione dei Sassoni al cristianesimo dal paganesimo germanico.
Nonostante varie battute d'arresto, i Sassoni resistettero con fermezza, tornando ogni volta a fare irruzione nei dominî di Carlo non appena la sua attenzione si rivolgeva altrove. Il comandante sassone, Vitichindo, era un avversario determinato e pieno di risorse, ma alla fine venne sconfitto e fu battezzato nel 785.
I Sassoni erano suddivisi in quattro gruppi stanziati in quattro diverse regioni. La più vicina al regno franco d'Austrasia era la Vestfalia, la più distante l'Ostfalia. Fra questi due regni giaceva l'Angria, e a nord di tutti e tre, ai confini dello Jutland, era situata la Nordalbingia.

## Fase iniziale
Le guerre iniziarono con l'invasione del territorio sassone da parte dei Franchi, con l'assoggettamento degli Angli e con la distruzione del simbolo sacro di Irminsul presso Eresburg (772 o 773). Irminsul dev'essere stato un tronco d'albero cavo, e rappresentava presumibilmente il pilastro che sosteneva il cielo, in modo analogo all'Yggdrasill dei norreni. La campagna fu condotta da Carlo Magno fino al fiume Weser, distruggendo numerose roccaforti sassoni. Dopo aver negoziato con parte della nobiltà sassone ed essersi procurato ostaggi, Carlo rivolse la propria attenzione alla guerra contro i Longobardi in Italia settentrionale. Ma i contadini sassoni liberi, guidati da Vitichindo, continuarono a resistere e irrompere in territorio franco nella regione del Reno. Gli scontri proseguirono con la stessa violenza per anni.
La seconda campagna fu condotta nell'anno 775. Carlo marciò attraverso la Vestfalia, conquistando il forte di Syburg, poi tagliò ancora vittorioso per l'Angria; sconfisse infine gli Ostfali, e il loro comandante, Hessi, si convertì al Cristianesimo. Tornò quindi in Vestfalia, lasciando sguarniti gli accampamenti di Syburg ed Eresburg. Tutta la Sassonia, eccettuata la Nordalbingia, si trovava ora sotto il suo controllo, ma i recalcitranti sassoni non sarebbero rimasti sottomessi a lungo.
Dopo una nuova guerra in Italia, Carlo tornò rapidamente (776) per la terza volta in Sassonia, dove una ribellione aveva distrutto la fortezza di Eresburg. I Sassoni furono ancora ricondotti all'ordine, ma Vitichindo si rifugiò presso i Dani. Carlo Magno costruì un nuovo accampamento a Karlstadt. Nel 777 convocò la dieta nazionale a Paderborn, per annettere tutta la Sassonia al regno dei Franchi. Molti Sassoni furono battezzati.
L'intento primario della dieta era di avvicinare la Sassonia al cristianesimo. A questo scopo furono reclutati missionari, soprattutto anglosassoni. Carlo emise numerosi decreti intesi a infrangere la resistenza sassone e a infliggere pene capitali a chiunque seguisse pratiche religiose pagane o violasse la pace del re. La presa di posizione severa e intransigente, che gli guadagnò anche il titolo di macellaio dei Sassoni, indusse il suo stretto consigliere e futuro abate di San Martino a Tours, Alcuino di York, a raccomandargli indulgenza, perché la parola di Dio fosse diffusa con la persuasione e non con la spada. Ma le guerre proseguirono, anche perché i Sassoni difendevano accanitamente la propria libertà.
Nell'estate del 779, Carlo Magno entrò nuovamente in Sassonia, conquistando Ostfalia, Angria e Vestfalia. In una dieta presso Lippspringe divise poi il paese in distretti missionari e contee franche. Egli stesso presenziò a molti battesimi di massa nel 780. In seguito tornò in Italia e stavolta, sorprendentemente, non vi furono rivolte. Dal 780 al 782 il paese fu in pace.

## Fase intermedia
Carlo Magno tornò in Sassonia nel 782, creando un codice di leggi e investendo conti sassoni e franchi. Le leggi avevano carattere draconiano in materia religiosa, e il paganesimo originario ne risultò gravemente minacciato. Ciò provocò la ripresa dei vecchi conflitti. Quello stesso anno, in autunno, Vitichindo tornò a guidare una rivolta che si tradusse in numerosi assalti alla chiesa. I Sassoni invasero il territorio dei Catti, una tribù germanica già convertita da San Bonifacio e stabilmente integrata nell'Impero carolingio. Vitichindo annichilì l'esercito franco sul Süntel, mentre Carlo era impegnato in una campagna contro i Sorbi.
In risposta a questo smacco, Carlo Magno (presumibilmente nel massacro di Verden) ordinò la decapitazione di 4 500 sassoni, sorpresi a praticare il paganesimo dopo la conversione alla fede cristiana. Vitichindo riparò nuovamente in Danimarca. Su questo massacro, moderne ricerche hanno avanzato dubbi, poiché nessuna prova archeologica è stata trovata ed esiste il sospetto che la fonte originale riporti erroneamente il verbo decollabat (decapitava) in luogo di delocabat (esiliava).
Il massacro produsse due anni consecutivi di guerra continua (783-785), con Carlo Magno a svernare nella Sassonia centrale, a Minden. Nel 783, la guerra vide le stesse donne sassoni lanciarsi in battaglia a seno nudo. Una di esse fu Fastrada, figlia di un conte sassone, che nel 784 sarebbe diventata la quarta moglie di Carlo.
I franchi presero gradualmente. La svolta avvenne nel 785, quando Vitichindo, battezzato a sua volta, giurò fedeltà a Carlo. Fu con la conclusione di questa campagna che Carlo Magno poté rivendicare la conquista della Sassonia, e il paese fu pacificato per sette anni, sebbene la ribellione sia proseguita, sporadica, fino all'804.

## Fase finale
Nel 792 i Vestfali insorsero contro i signori del luogo, in risposta al reclutamento forzato nella guerra agli Avari. Nel 793 Ostfali e Nordalbingi si unirono agli insorti, ma la rivolta non ebbe altrettanto seguito delle precedenti e fu completamente sedata nel 794. Subito dopo, nel 796, vi fu una ribellione degli Angri, ma la presenza personale di Carlo Magno e dei leali cristiani sassoni e slavi ne permise l'immediata repressione. Poco dopo, nel 798 venne combattuta l'ultima grande battaglia della guerra a Bornhöved nell'Holstein orientale che vide la sconfitta dei sassoni ad opera degli Obodriti che nell'occasione erano alleati dei Franchi.
L'ultima insurrezione dell'indomito popolo avvenne nell'804, oltre trent'anni dopo la prima campagna di Carlo. Stavolta i Nordalbingi, la più indisciplinata delle tribù sassoni, furono messi in condizione di non nuocere. Carlo infatti ne deportò 10 000 in Neustria e ne donò le terre abbandonate al re degli Abodriti.
Sulla chiusura definitiva dell'immane conflitto è utile citare Eginardo, biografo di Carlo Magno.
Verso la fine delle guerre sassoni, Carlo Magno aveva preso a enfatizzare la riconciliazione. Nel 797 ammorbidì le leggi speciali, fino ad allora molto rigide, e nell'802 il diritto comune sassone fu codificato nella Lex Saxonum. Questa politica fu accompagnata dalla fondazione di strutture ecclesiastiche (fra cui i vescovati di Paderborn, Münster, Brema, Minden, Verden e Osnabrück) che consolidarono la conversione, inizialmente forzata, dei Sassoni.
L'ultima rivolta sassone fu quella degli Stellinga, tra l'841 e l'845.

## Natura religiosa del conflitto
Le guerre sassoni si considerano guerre di religione: lo stesso Carlo Magno le dichiarò finalizzate alla conversione dei pagani sassoni al cristianesimo. Si possono riscontrare similitudini con le guerre contro alcune realtà pagane, come la Lituania, chiamate crociate del nord. Le guerre sassoni produssero un effetto domino, determinando la conversione al cristianesimo di altre nazioni dell'Europa centrale, come la Polonia.